# Чальду, Марио
Ма́рио Норбе́рто Чальду́ (исп. Mario Norberto Chaldú; 6 июня 1942, Буэнос-Айрес — 1 апреля 2020, Монте-Гранде, Буэнос-Айрес) — аргентинский футболист, нападающий.

## Биография
Марио Чальду начал свою футбольную карьеру в 1961 году в клубе «Банфилд». В 1962 году он добился вместе со своей командой выхода в Первый дивизион. В 1966 году Чальду перешёл в «Сан-Лоренсо». Затем он перебрался в «Расинг». В 1970 году провёл ещё один сезон в «Банфилде», после чего завершил карьеру в клубе «Кимберлей» из Мар-дель-Платы.
Марио Чальду попал в состав сборной Аргентины на чемпионат мира 1966 года. Однако на турнире в Англии Чальду не сыграл ни в одном из четырёх матчей «альбиселесте».

## Титулы
- Победитель Примеры B: 1962 (второй по уровню дивизион)
- Обладатель Кубка наций: 1964